# Đội tuyển bóng đá nữ quốc gia Bangladesh
Đội tuyển bóng đá nữ quốc gia Bangladesh (tiếng Bengal: বাংলাদেশ জাতীয় মহিলা ফুটবল দল) do Liên đoàn bóng đá Bangladesh quản lý và đại diện cho Bangladesh trong các cuộc thi đấu bóng đá nữ quốc tế.
Thành tích tốt nhất của đội là chiếc huy chương đồng tại South Asian Federation Games 2010 và huy chương bạc Giải vô địch bóng đá nữ Nam Á 2016.

## Lịch sử
Bangladesh có trận đấu chính thức đầu tiên vào ngày 29 tháng 1 năm 2010 với đối thủ là Nepal tại Đại hội Thể thao Nam Á 2010 ở Bangladesh. (thua 1-0). Họ cũng tiếp tục có thêm ba trận đấu nữa tại giải với kết quả hai thắng và một thua.

## Thành tích World Cup
| Năm       | Kết quả             | Vị trí | Tr | T | H* | B | BT | BB | HS |
| --------- | ------------------- | ------ | -- | - | -- | - | -- | -- | -- |
| 1991—2011 | Không tham dự       | -      | -  | - | -  | - | -  | -  | -  |
| 2015      | Không qua vòng loại | -      | -  | - | -  | - | -  | -  | -  |
| 2019      | Không tham dự       | -      | -  | - | -  | - | -  | -  | -  |
| Tổng      | 0/8                 | -      | -  | - | -  | - | -  | -  | -  |

*Tính cả các trận hòa phải giải quyết bằng luân lưu 11m.

### Thế vận hội
| Năm           | Kết quả                  | Tr                       | T                        | H*                       | B                        | BT                       | BB                       | HS                       |
| ------------- | ------------------------ | ------------------------ | ------------------------ | ------------------------ | ------------------------ | ------------------------ | ------------------------ | ------------------------ |
| 1996 đến 2008 | Không tham dự            | Không tham dự            | Không tham dự            | Không tham dự            | Không tham dự            | Không tham dự            | Không tham dự            | Không tham dự            |
| 2012          | Không vượt qua vòng loại | Không vượt qua vòng loại | Không vượt qua vòng loại | Không vượt qua vòng loại | Không vượt qua vòng loại | Không vượt qua vòng loại | Không vượt qua vòng loại | Không vượt qua vòng loại |
| 2016          | Không vượt qua vòng loại | Không vượt qua vòng loại | Không vượt qua vòng loại | Không vượt qua vòng loại | Không vượt qua vòng loại | Không vượt qua vòng loại | Không vượt qua vòng loại | Không vượt qua vòng loại |
| 2020          | Không vượt qua vòng loại | Không vượt qua vòng loại | Không vượt qua vòng loại | Không vượt qua vòng loại | Không vượt qua vòng loại | Không vượt qua vòng loại | Không vượt qua vòng loại | Không vượt qua vòng loại |
| 2024          | Bỏ cuộc                  | Bỏ cuộc                  | Bỏ cuộc                  | Bỏ cuộc                  | Bỏ cuộc                  | Bỏ cuộc                  | Bỏ cuộc                  | Bỏ cuộc                  |
| 2028          | Chưa xác định            | Chưa xác định            | Chưa xác định            | Chưa xác định            | Chưa xác định            | Chưa xác định            | Chưa xác định            | Chưa xác định            |
| 2032          | Chưa xác định            | Chưa xác định            | Chưa xác định            | Chưa xác định            | Chưa xác định            | Chưa xác định            | Chưa xác định            | Chưa xác định            |
| Tổng          | 0/7                      | 0                        | 0                        | 0                        | 0                        | 0                        | 0                        | 0                        |

*Tính cả các trận hòa phải giải quyết bằng luân lưu 11m.

## Cúp châu Á
| Năm       | Kết quả             | Tr | T | H* | B | BT | BB | HS |
| --------- | ------------------- | -- | - | -- | - | -- | -- | -- |
| 1975–2010 | Không tham dự       | -  | - | -  | - | -  | -  | -  |
| 2014      | Không qua vòng loại | -  | - | -  | - | -  | -  | -  |
| 2018      | Không tham dự       | -  | - | -  | - | -  | -  | -  |
| Tổng      | 0/19                | -  | - | -  | - | -  | -  | -  |

*Tính cả các trận hòa phải giải quyết bằng luân lưu 11m.

## Thành tích Á Vận Hội
| Năm       | Kết quả       | Tr | T | H* | B | BT | BB | HS  |
| --------- | ------------- | -- | - | -- | - | -- | -- | --- |
| 1990–2018 | Không tham dự | -  | - | -  | - | -  | -  | -   |
| 2022      | Vòng bảng     | 3  | 0 | 1  | 2 | 2  | 15 | -13 |
| 2026–2034 | Chưa xác định | -  | - | -  | - | -  | -  | -   |
| Tổng      | 1/19          | 3  | 0 | 1  | 2 | 2  | 15 | -13 |

*Tính cả các trận hòa phải giải quyết bằng luân lưu 11m.

## Thành tích Giải vô địch Nam Á
| Năm  | Kết quả   | Tr | T | H* | B | BT | BB | HS  |
| ---- | --------- | -- | - | -- | - | -- | -- | --- |
| 2010 | Bán kết   | 4  | 2 | 0  | 2 | 11 | 9  | +2  |
| 2012 | Vòng bảng | 3  | 1 | 0  | 2 | 2  | 5  | -3  |
| 2014 | Bán kết   | 4  | 2 | 0  | 2 | 10 | 8  | +2  |
| 2016 | Á quân    | 4  | 2 | 1  | 1 | 13 | 3  | +10 |
| 2019 | Bán kết   | 3  | 1 | 0  | 2 | 2  | 7  | -5  |
| Tổng | 5/5       | 18 | 8 | 1  | 9 | 38 | 32 | +10 |

*Tính cả các trận hòa phải giải quyết bằng luân lưu 11m.

## Đại hội Thể thao Nam Á
| Năm           | Kết quả | Tr | T | H* | B | BT | BB | HS |
| ------------- | ------- | -- | - | -- | - | -- | -- | -- |
| Dhaka 2010    | HCĐ     | 4  | 2 | 0  | 2 | 3  | 8  | -5 |
| Shillong 2016 | HCĐ     | 4  | 2 | 0  | 2 | 5  | 9  | -4 |
| Tổng          | 2/2     | 8  | 4 | 0  | 4 | 8  | 17 | -9 |

*Tính cả các trận hòa phải giải quyết bằng luân lưu 11m.